# Alternity
Alternity is een rollenspel uitgegeven door TSR in 1998.
Omdat moederbedrijf Wizards of the Coast zich echter geheel ging richten op spellen die het d20 System gebruikten (zoals Dungeons & Dragons) is de uitgave van Alternity in 2000 stopgezet. Het wordt tegenwoordig alleen nog gebruikt door fans van dit specifieke systeem.